# 苏安-佩尔特莱叙尔吕
苏安-佩尔特莱叙尔吕（法語：Souain-Perthes-lès-Hurlus，法語發音：[swɛ̃ pɛʁt lɛ.z‿yʁly]）是法国马恩省的一个市镇，位于该省北部，属于香槟沙隆区。该市镇总面积53.12平方公里，2009年时的人口为207人。

## 历史
该市镇于1950年由原市镇苏安（Souain）和佩尔特莱叙尔吕（Perthes-lès-Hurlus）合并而成。“佩尔特莱叙尔吕”地名意为“于尔吕附近的佩尔特”，而于尔吕在一战中损毁严重，现已不存。

## 人口
苏安-佩尔特莱叙尔吕人口变化图示